# Antiblemma solina
Antiblemma solina là một loài bướm đêm trong họ Erebidae.

## Hình ảnh

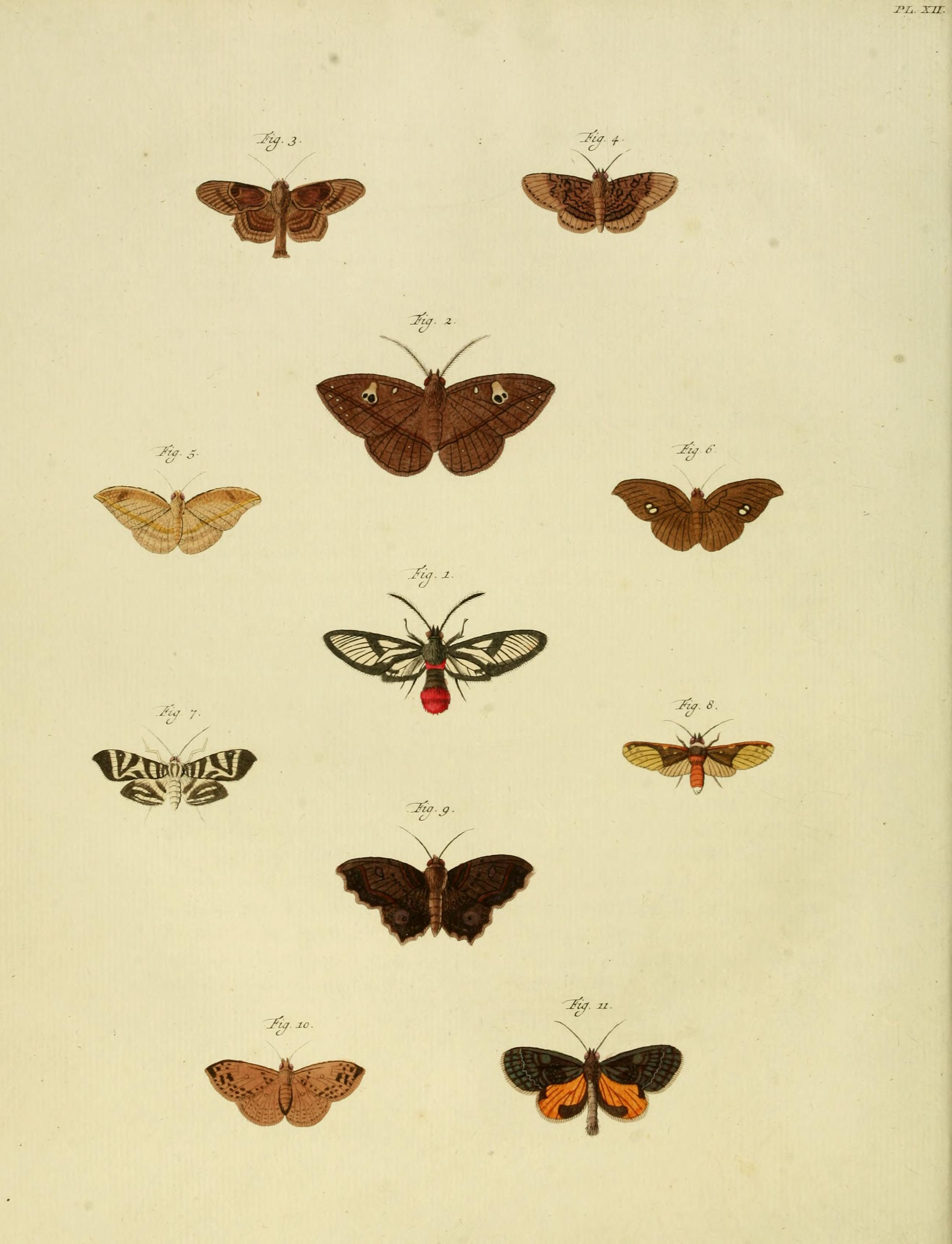